# Австрийско-пруско-италианска война
Австро-пруската война (на немски: Deutscher Krieg – Немска война), известна още като Седемседмична война и Немска гражданска война, се води през 1866 г. между Австрийската империя и нейните немски съюзници срещу Кралство Прусия с други немски съюзници и Италия. Войната е наричана също Братска война (Bruderkrieg) в Германия и Австрия, както и Трета война за независимост в рамките на процеса за обединяване на Италия.
Повод за войната е конфликт за региона Шлезвиг-Холщайн, упрявляван съвместно от Австрия и Прусия. На 16 юни 1866 г. пруските войски нахлуват в Хановер, Хесен и Саксония. На 17 юни формално се обявява война на Австрия. Претърпяла поражение, Австрия сключва примирие в края на юли и подписва Пражкия мир на 23 август 1866 г.
Основното последствие от войната е смяната на водещата сила сред северните немски държави от австрийското влияние към пруска хегемония. Това дава тласък на идеята за обединение на всички северни протестантски държави в така наречената Малка Германия (Kleindeutschland), изключвайки католическата Австрия. Старият Германски съюз се разпада, а на негово място се появява новият Северногермански съюз, който не включва Австрия и южните немски държави. Друг резултат от войната е анексирането от Италия на австрийската провинция Венеция.
Само 4 години след тази се разпалва нова война за обединение на Германия – Френско-пруската война, която се води срещу Франция и отново бива спечелена от Прусия и нейните съюзници. През 1871 г. във Версай е създадена Германската империя, изключвайки Австрия.